# Nourhan Manougian
Nourhan Manougian (in armeno Ամենապատիւ Տէր Նուրհան Արքեպիսկոպոս Մանուկեան Երուսաղէմի Հայ Պատրիարք?, in ebraico כבוד הפאטריאך הארמני‎?; Aleppo, 24 giugno 1948) è un arcivescovo ortodosso armeno con cittadinanza siriana è il 97º patriarca armeno di Gerusalemme al servizio del patriarcato armeno di Gerusalemme della Chiesa apostolica armena.

## Formazione e carriera iniziale
Manougian è nato il 24 giugno 1948 ad Aleppo, in Siria. Il suo nome di battesimo era Boghos. Dopo aver completato gli studi elementari presso la scuola haigaziana di Aleppo, studiò al Seminario teologico di Antelias in Libano dal 1961. Andò al seminario teologico Jarankavoratz del Patriarcato armeno di Gerusalemme nel 1966. Fu ordinato diacono nel 1968 e nel 1971 fu ordinato sacerdote celibe dal patriarca Yeghishe Derderian.
Nel 1972 diventò parroco della comunità armena a Ginevra, in Svizzera. Nel 1974, Manougian tornò in Medio Oriente e servì come pastore nelle comunità armene di Jaffa e Haifa in Israele. Insegnò nella scuola dei Santi Tarkmanchatz nel quartiere armeno di Gerusalemme. 
Nel 1979, Manougian prestò servizio nella comunità armena di Almelo, nei Paesi Bassi. Nel 1982 studiò al Seminario teologico Generale, su invito del Primate della Chiesa armena d'America, l'arcivescovo Torkom Manoogian. Manougian vi si laureò nel 1985. Durante il suo periodo in America, Manougian fu parroco delle comunità di Philadelphia, in Pennsylvania; Springfield, Massachusetts; e Houston, in Texas.

## Patriarcato
Nel 1998, Manougian fu eletto Gran Sacristano del Patriarcato armeno di Gerusalemme e nel 1999 fu ordinato vescovo. Nel 2000 è stato ordinato arcivescovo dal catholicos Karekin II, Catholicos di tutti gli armeni. Nel 2009 divenne vicario patriarcale, supervisionando il patriarcato. Il 24 gennaio 2013, Manougian fu eletto 97º Patriarca armeno di Gerusalemme.  Il 4 giugno 2013, è stato ufficialmente intronizzato. 
Sin dalla sua intronizzazione, Manougian intraprese diversi progetti di rinnovamento, come i lavori di ristrutturazione della Cattedrale di San Giacomo; oltre a partecipare alle ampie ristrutturazioni della Chiesa della Natività a Betlemme e l'Edicola nel Santo Sepolcro di Gerusalemme. 
Il 6 febbraio 2014, Manougian ricevette il dottorato onorario in Divinità presso il Seminario teologico generale di Manhattan, New York.